# Mohammed Ahmed (atleta)
Mohammed Ahmed (Mogadiscio, Somalia, 5 de enero de 1991) es un deportista canadiense de origen somalí que compite en atletismo, especialista en las carreras de fondo.
Participó en tres Juegos Olímpicos de Verano, entre los años 2012 y 2020, obteniendo una medalla de plata en Tokio 2020, en la prueba de 5000 m, y el cuarto lugar en Río de Janeiro 2016, en la misma prueba. Ganó una medalla de bronce en el Campeonato Mundial de Atletismo de 2019, en los 5000 m.

## Palmarés internacional
| Juegos Olímpicos   | Juegos Olímpicos | Juegos Olímpicos  | Juegos Olímpicos |
| Año                | Lugar            | Medalla           | Prueba           |
| ------------------ | ---------------- | ----------------- | ---------------- |
| 2020               | Tokio (Japón)    | Medalla de plata  | 5000 m           |
| Campeonato Mundial |                  |                   |                  |
| Año                | Lugar            | Medalla           | Prueba           |
| 2019               | Doha (Catar)     | Medalla de bronce | 5000 m           |